# Большой Искак
Большой Искак — аул в Шербакульском районе Омской области России. Входит в состав Александровского сельского поселения. Население 119 чел. (2010), 97 % из них — казахи в России (2002) .

## География
Расположен в юго-западной части региона.

## История
Основан аул Большой Искак в 1866 году. В 1928 году состоял из 16 хозяйств, основное население — казахи. В составе Аульного № 3 сельсовета Борисовского района Омского округа Сибирского края.
В соответствии с Законом Омской области от 30 июля 2004 года № 548-ОЗ «О границах и статусе муниципальных образований Омской области» аул вошёл в состав образованного муниципального образования «Александровское сельское поселение».

## Население
| 2010 |
| ---- |
| 119  |

Гендерный состав
По данным Всероссийской переписи населения 2010 года в гендерной структуре населения из 119 человек мужчин — 56, женщин — 63 (47,1 и 52,9 % соответственно).
Национальный состав
В 1928 году основное население — казахи.
Согласно результатам переписи 2002 года, в национальной структуре населения казахи составляли 97 % от общей численности населения в 153 чел..